# Bo Jung
Bo Knutsson Jung, född 4 maj 1931 i Nyköping, död 11 januari 2014 i Uppsala, var en svensk fysiker.
Jung var son till rektor Knut Jung. Efter studentexamen 1950 blev han filosofie kandidat vid Uppsala universitet 1954, filosofie licentiat 1959, filosofie doktor vid Uppsala universitet 1961 på avhandlingen Experimental Studies of Nuclear Levels in some Neutron Deficient Thallium and Mercury Isotopes. Han blev docent i kärnfysik vid Uppsala universitet och Gustaf Werners institut samt docent i radiofysik vid Uppsala universitet 1967; sedermera professor. Jung är gravsatt i minneslunden på Uppsala gamla kyrkogård.